# サンライズ (映画)
『サンライズ』（Sunrise: A Song of Two Humans, または Sunrise）は、1927年公開のアメリカ映画である。監督はドイツ出身のF・W・ムルナウ。

## 概要
『吸血鬼ノスフェラトゥ』や『最後の人』など、表現主義の傑作と言えるサイレント映画を世に送り出したドイツ出身の映画監督F・W・ムルナウが、フォックス社に招かれて撮った、渡米第1作である。ムルナウはフォックス社から莫大な予算を提供されて、製作を一任された。原作はドイツ人のヘルマン・ズウデルマンの短編小説『Die Reise nach Tilsit』であり、ムルナウ作品で何度も脚本を執筆したカール・メイヤーが脚色、撮影にはチャールズ・ロッシャー、カール・ストラスと、ドイツ人スタッフを起用した。
本作はサイレント映画だが、映画史上初のFox Movietoneによるサウンドカメラで撮影され、音楽付きのサウンド版である。また、路面電車の走る都会の街並みや、葦に囲まれた湖など、全シーンがセットで撮影されており、字幕をなるべく排除して視覚的表現を重視した手法となっている。
1927年9月23日にニューヨークのタイムズ・スクエア劇場で、ムッソリーニのアメリカ国民へのメッセージを伝えるトーキーのニュース映画1巻をそえて封切られた。興行的には振るわなかったが、光と影を巧みに使った映像と、移動撮影によるカメラワークなど、その芸術性は高く評価された。
翌1928年9月21日には日本でも公開され、同年度のキネマ旬報ベストテンにおいて第1位に選出された。
第1回アカデミー賞において、芸術作品賞と撮影賞、主演のジャネット・ゲイナーが『第七天国』の演技と共に主演女優賞を受賞した。
1989年、この映画はアメリカ議会図書館から『文化的および歴史的に見て偉大な作品』であると評され、2002年にアメリカ国立フィルム登録簿に登録された。
ランキング
- 「映画史上最高の作品ベストテン」（英国映画協会『Sight and Sound』誌発表）※10年毎に選出
  - 1962年：「映画批評家が選ぶベストテン」第17位
  - 1972年：「映画批評家が選ぶベストテン」第18位
  - 1982年：「映画批評家が選ぶベストテン」第19位
  - 2002年：「映画批評家が選ぶベストテン」第7位
  - 2002年：「映画監督が選ぶベストテン」第41位
  - 2012年：「映画批評家が選ぶベストテン」第5位
  - 2012年：「映画監督が選ぶベストテン」第22位
- 2000年：「20世紀の映画リスト」（米『ヴィレッジ・ヴォイス』紙発表）第6位
- 「AFIアメリカ映画100年シリーズ」
  - 2002年：「情熱的な映画ベスト100」第63位
  - 2007年：「アメリカ映画ベスト100（10周年エディション）」第82位[4]
- 2008年：「史上最高の映画100本」（仏『カイエ・デュ・シネマ』誌発表）第4位
- 2010年：「エッセンシャル100」（トロント国際映画祭発表）第25位
- 2013年：「オールタイムベスト100」（米『エンターテイメント・ウィークリー』誌発表）第30位

以下は日本でのランキング
- 1995年：「オールタイムベストテン・世界映画編」（キネマ旬報発表）第63位

## あらすじ
田舎に住む男は、都会から来た女の虜になった。男は彼女に妻を殺すようそそのかされ、小舟から妻を突き落とそうとしたが思いとどまった。だが、おびえた妻は男から逃げ、二人はたまたま来た電車に乗って街へ行った。街で二人は何とか仲直りして、幸せな時を過ごした。だが、小舟で田舎に帰る途中、嵐のため小舟が転覆し、男は助かったが妻は行方不明になった。男は村の皆とともに彼女を探したが見つからなかった。悲しみに暮れる男の目の前に、再びあの女が現れた。女は男が妻を殺したと思って喜んでいたが、男は怒りのあまり美女を絞殺しそうになった。するとそこへ妻が無事だったという知らせが入った。美女は都会へ帰って行った。朝日の前で男と妻は抱きしめあった。

## キャスト
- 男（Anses）：ジョージ・オブライエン
- その妻（アンドル）：ジャネット・ゲイナー
- 街から来た女性：マーガレット・リビングストン
- メイド：ボディル・ロージング
- 写真家：J・ファレル・マクドナルド
- 床屋：ラルフ・シップリー
- マニキュアを塗った少女：ジェーン・ウィントン
- 床屋：レオ・ホワイト（ノンクレジット）

## 受賞歴

### アカデミー賞
受賞
アカデミー芸術作品賞
アカデミー主演女優賞 - ジャネット・ゲイナー（『第七天国』、『街の天使』と共に）
アカデミー撮影賞 - カール・ストラス、チャールズ・ロッシャー
ノミネート
アカデミー美術賞 - ロフス・グリーゼ

## 備考
- 映画『インタビュー・ウィズ・ヴァンパイア』において、吸血鬼のルイスが映画館でこの映画を見ている（冒頭より1:46:35のところ）。